# William Purnell Jackson
William Purnell Jackson (ur. 11 stycznia 1868 w Salisbury, Maryland, zm. 7 marca 1939 w Salisbury, Maryland) – amerykański polityk, działacz Partii Republikańskiej. W latach 1912–1914 zasiadał w Senacie Stanów Zjednoczonych jako przedstawiciel stanu Maryland.
Jego ojciec, William Humphreys Jackson, był przedstawicielem Maryland w Izbie Reprezentantów Stanów Zjednoczonych.